# Młode damy na wsi
Młode damy na wsi (Panny z miasteczka dające jałmużnę pasterce, fr. Les Demoiselles de village) – obraz olejny francuskiego malarza Gustave’a Courbeta. Dzieło przechowywane jest w Metropolitan Museum of Art, gdzie trafiło jako dar w 1940.
Obraz przedstawia trzy młode kobiety, jedna z nich daje jedzenie ubogiej pasterce. Scena rozgrywa się na tle wiejskiego krajobrazu okolic Ornans, rodzinnej miejscowości artysty. Modelkami do obrazu były siostry Courbeta: Zélie, Juliette i Zoé. Dzieło było poprzedzone szkicami i studium olejnym, na których szczegóły krajobrazu i wielkość postaci były nieco inne.
Malarz był zadowolony ze swego dzieła, wysłał je na Salon, gdzie zostało wystawione w 1852. Spotkało się tam z nieprzychylnym przyjęciem. Krytykowano niejasną wymowę społeczną, brak kompozycyjnej spójności obrazu, niezdarność w przedstawieniu dziewcząt i bydła, nieprawidłowości w perspektywie i skali. Zarzucono obrazowi odejście od kanonu przedstawienia wizerunku ludzi czy brak starannego wykończenia promowanego przez Królewską Akademię Malarstwa i Rzeźby.
Niepokój, jaki wywołały Młode damy Courbeta u ówczesnych mieszkańców Paryża, którzy doświadczyli nagłego i dużego przyrostu migracji ludności z prowincji, jest uzasadniony. Artysta prezentuje nowy porządek społeczny, tak samo radykalny jak jego realistyczny styl malowania.